# Régiment de Conti dragons
Pour les articles homonymes, voir Régiment de Conti (homonymie).
Le régiment de Conti dragons est un régiment de cavalerie français d'Ancien Régime créé en 1667 sous le nom de régiment de Beaupré cavalerie devenu sous la Révolution le 4e régiment de dragons.

## Création et différentes dénominations
- 8 juillet 1667 : création du régiment de Beaupré cavalerie
- 24 mai 1668 : licencié
- 9 août 1671 : rétablissement du régiment de Beaupré cavalerie
- 18 février 1684 : renommé régiment de Chartres cavalerie
- 5 janvier 1724 : renommé régiment de Clermont cavalerie
- 1771 : renommé régiment de La Marche-Prince cavalerie
- 12 septembre 1776 : transformé en dragons, le régiment de Conti dragons
- 1er janvier 1791 : renommé 4e régiment de dragons
- 1er juillet 1814 : renommé 2e régiment de dragons La Reine
- 1815 : renommé 4e régiment de dragons
- 1815 (après Waterloo) : licencié

## Équipement

### Étendards
6 étendards de « soye rouge, Soleil au milieu, & 4 fleurs de lys brodées en or aux coins, & frangez d’or ».

Étendards
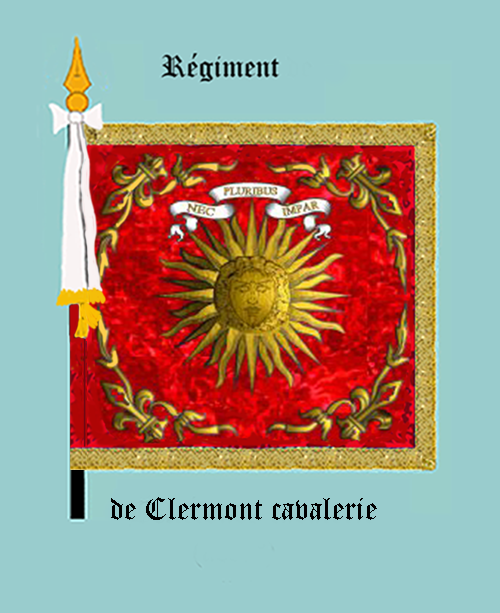
régiment de Clermont cavalerie, avers
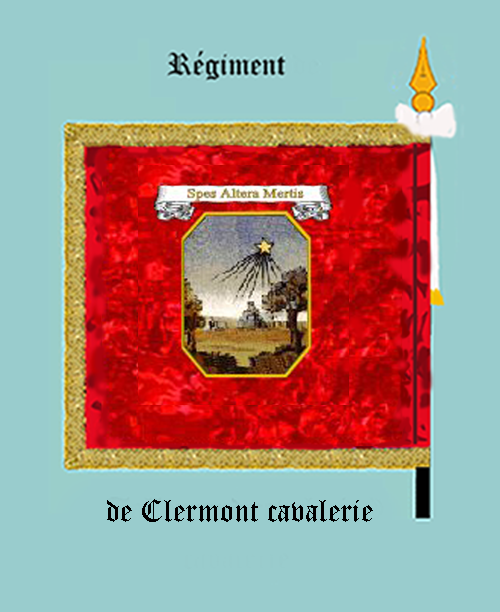
régiment de Clermont cavalerie, revers

### Habillement

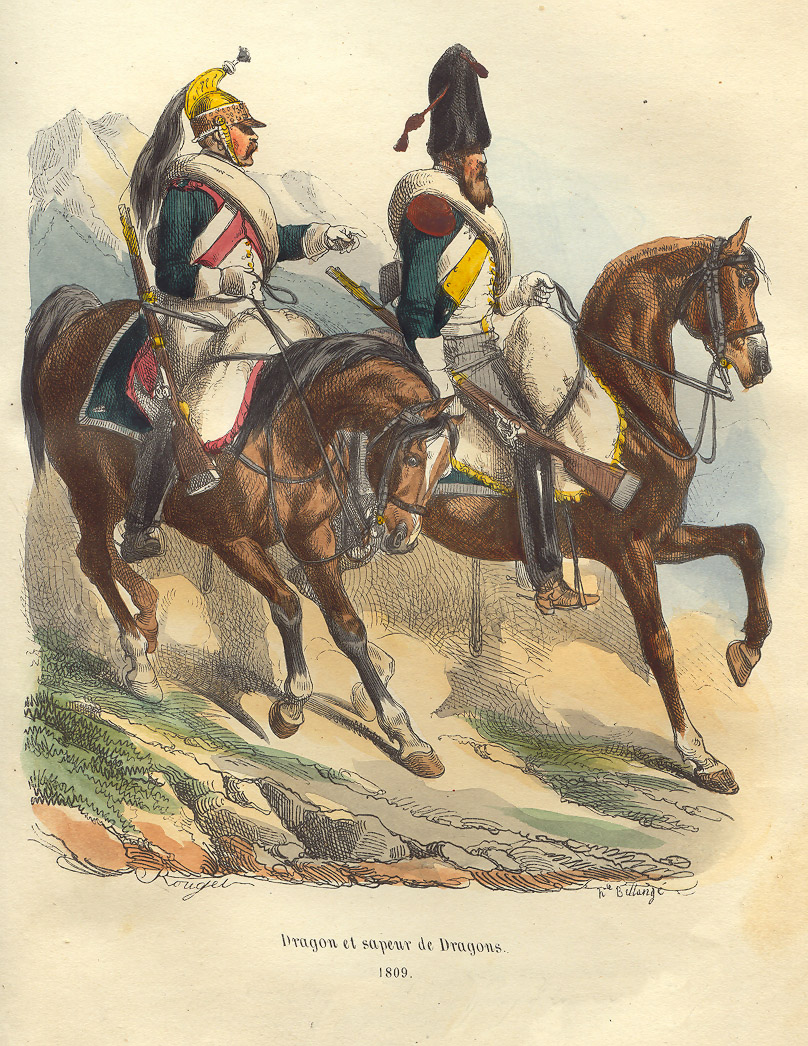
Dragon et sapeur de dragons de la Grande Armée, gravure de Bellangé illustrant l’Histoire de Napoléon de Laurent de l’Ardèche, 1843.

Uniformes de cavalerie
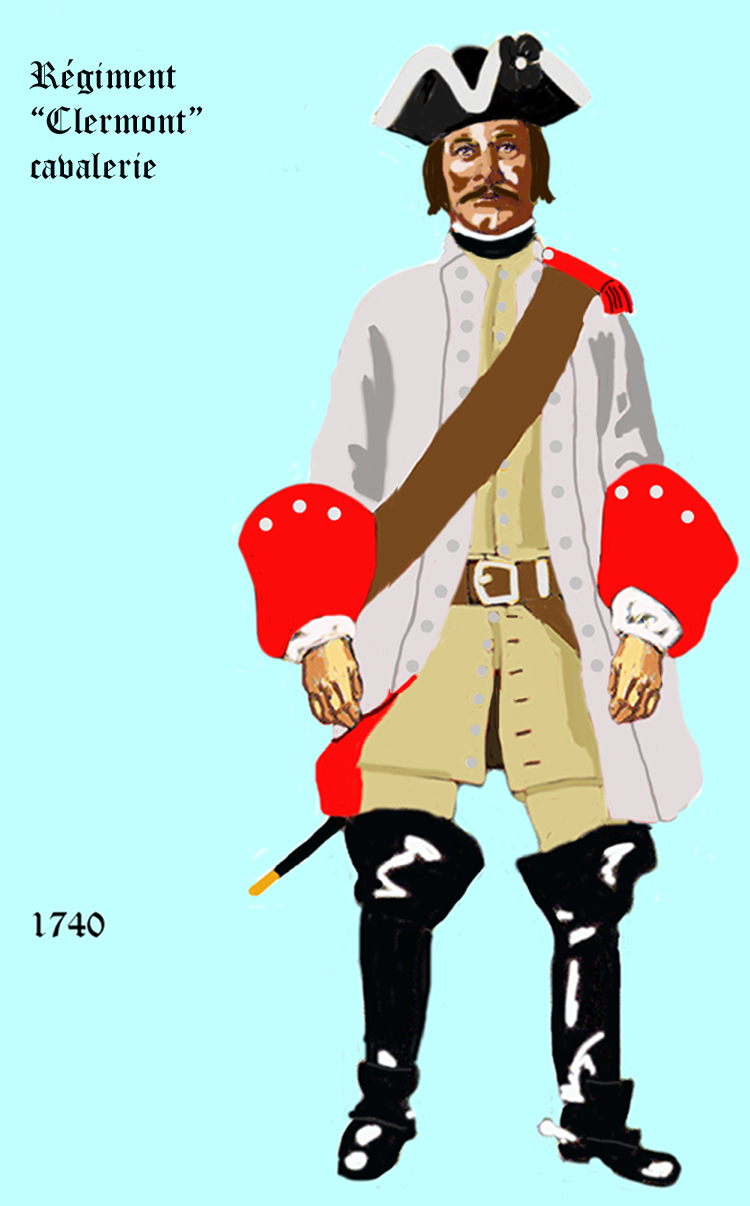
régiment de Clermont cavalerie de 1740 à 1757
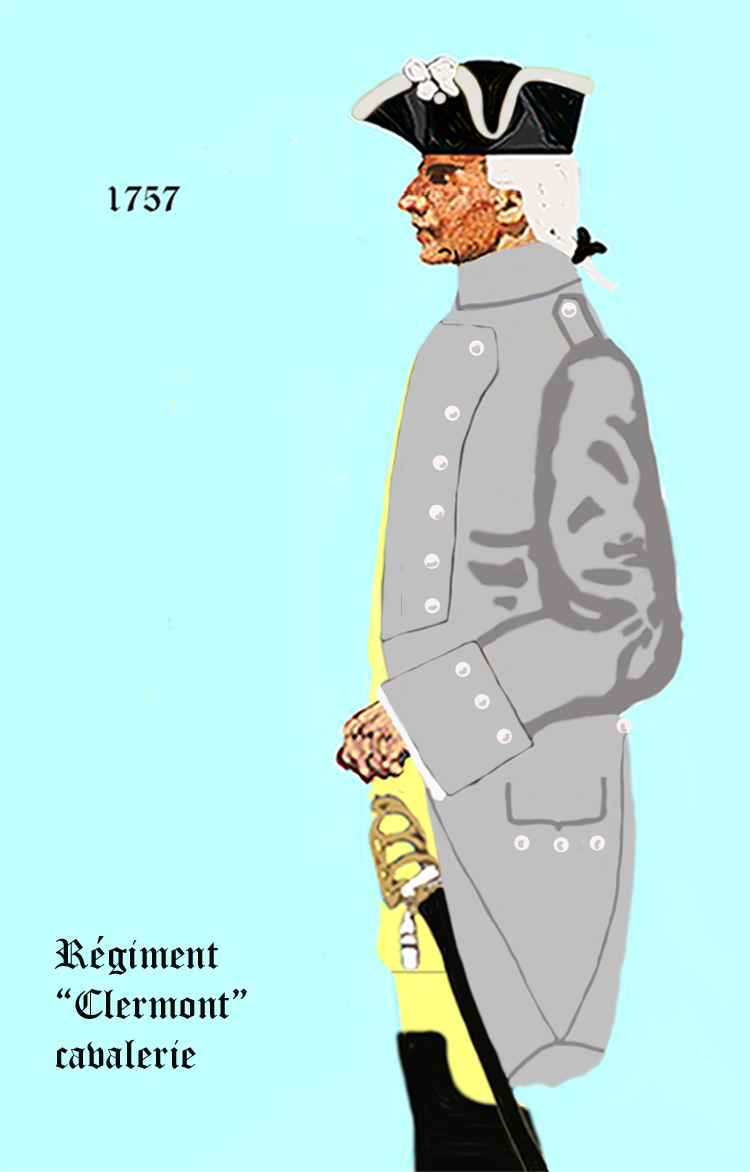
régiment de Clermont cavalerie de 1757 à 1762
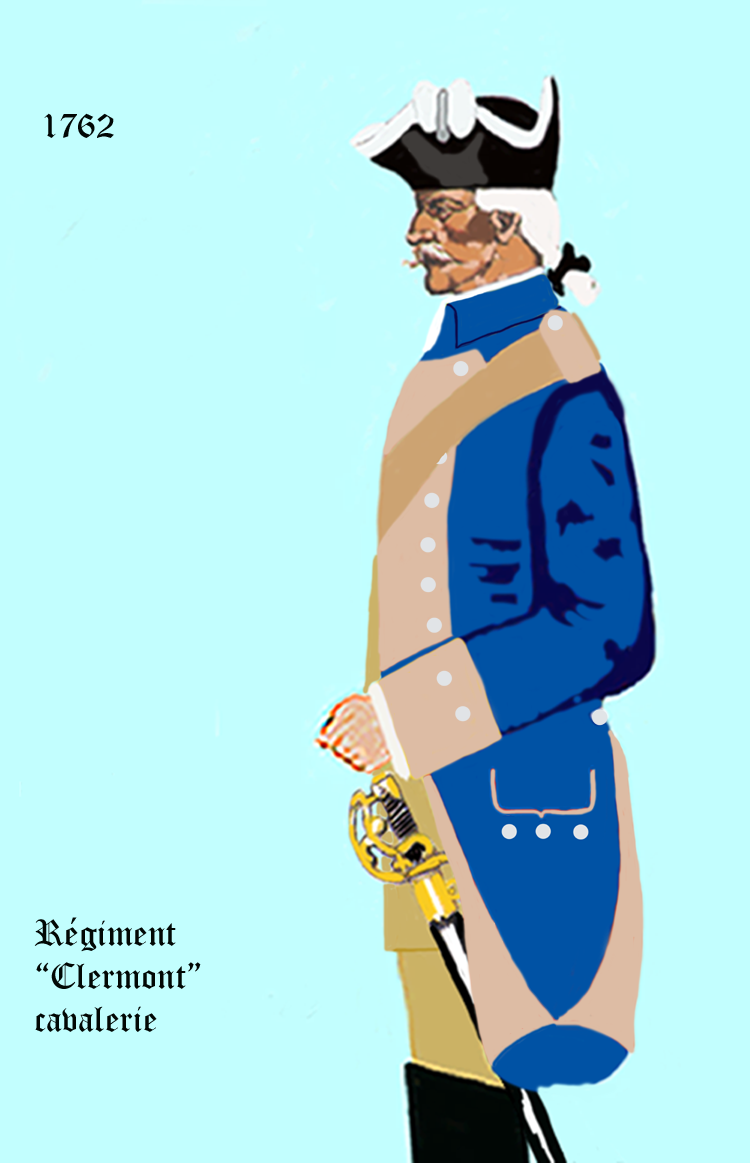
régiment de Clermont cavalerie de 1762 à 1767
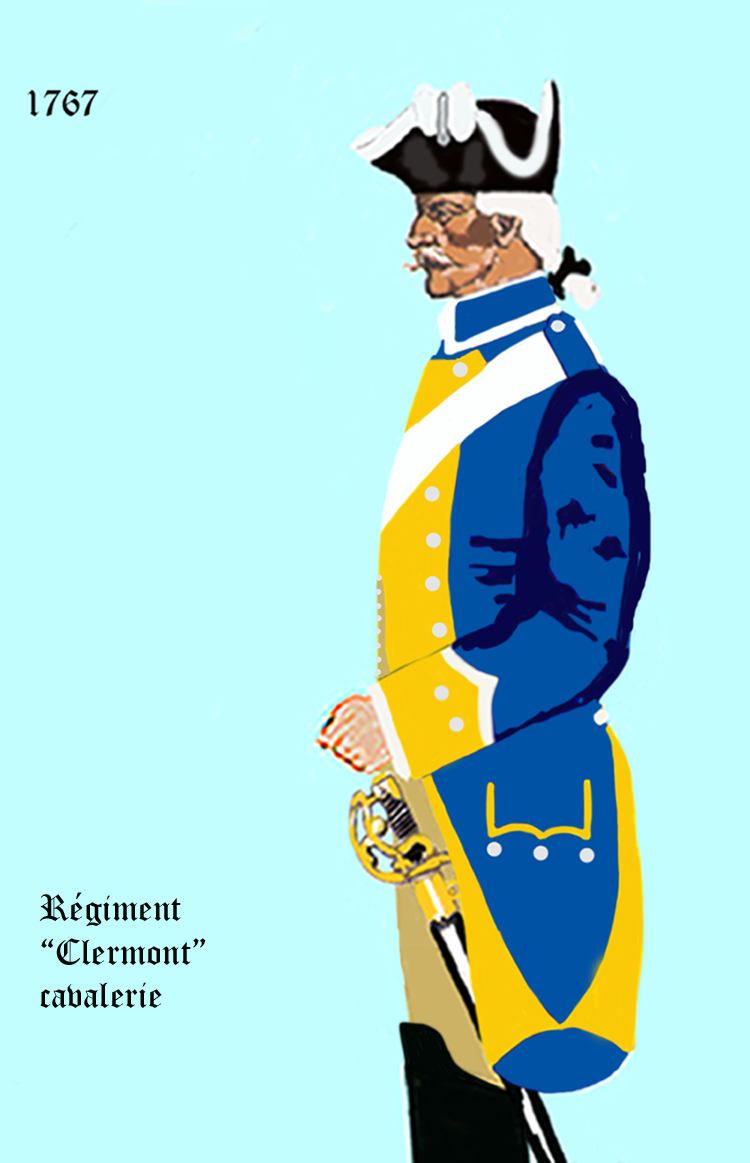
régiment de cavalerie de 1767 à 1776

Uniformes de dragons
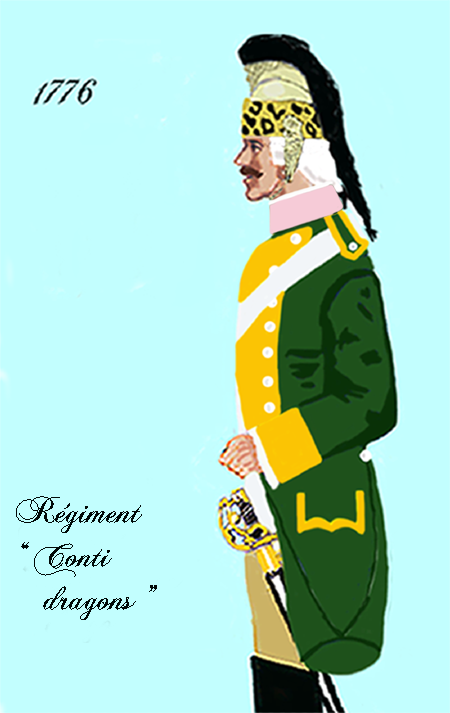
régiment de Conti dragons de 1776 à 1779
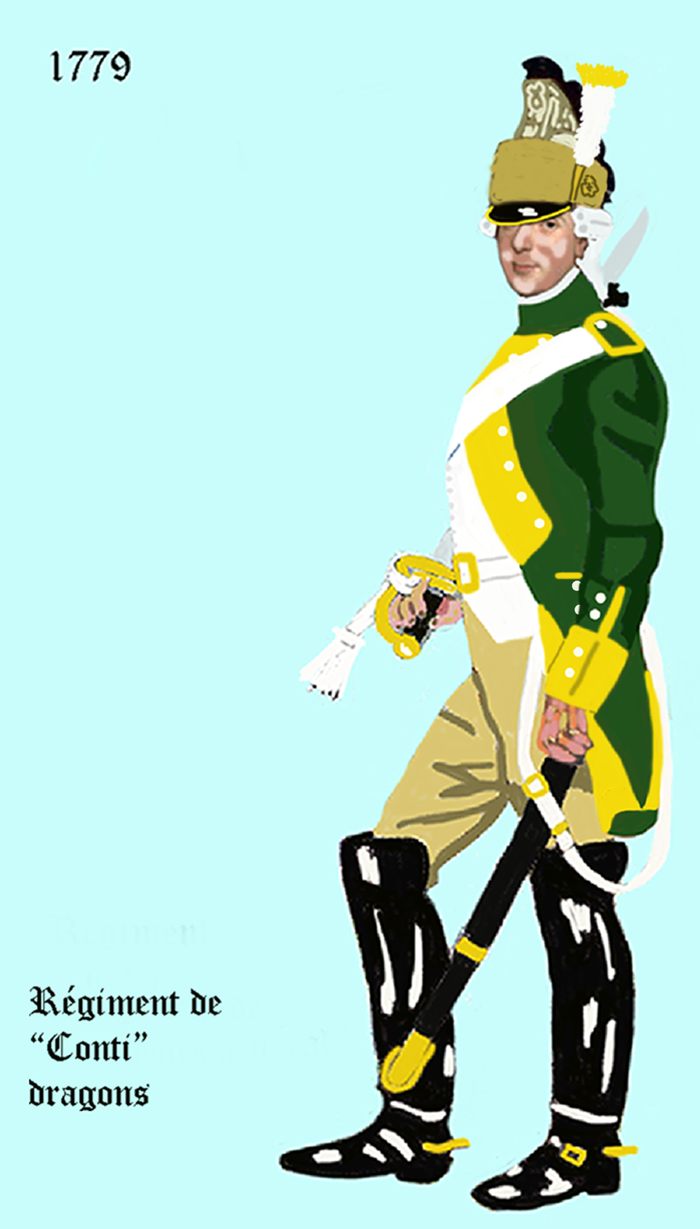
régiment de Conti dragons de 1779 à 1786
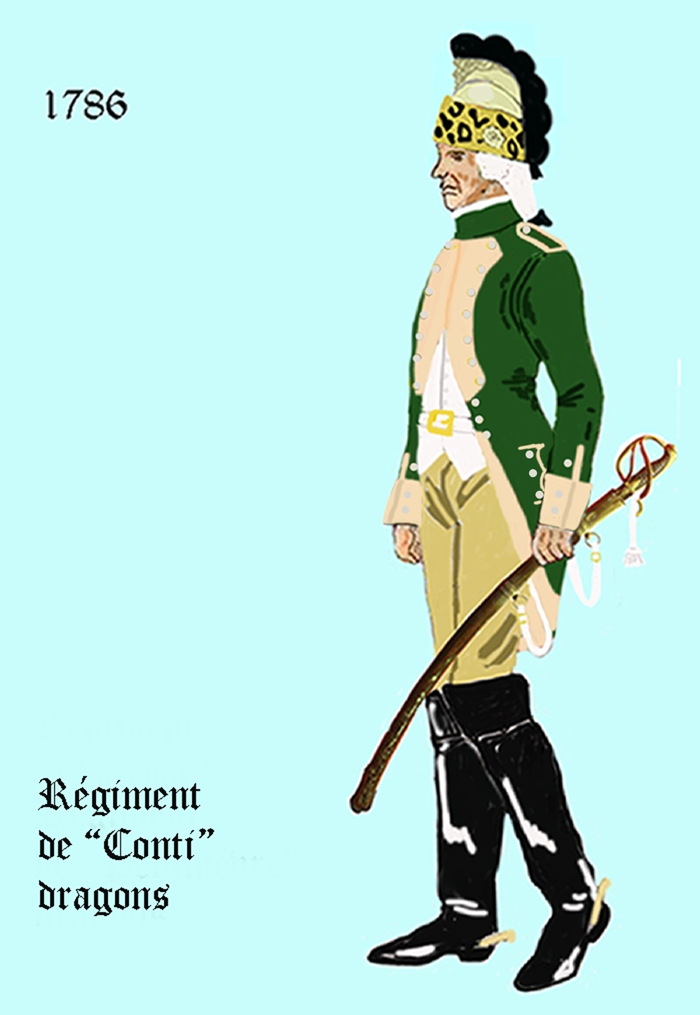
régiment de Conti dragons de 1786 à 1791
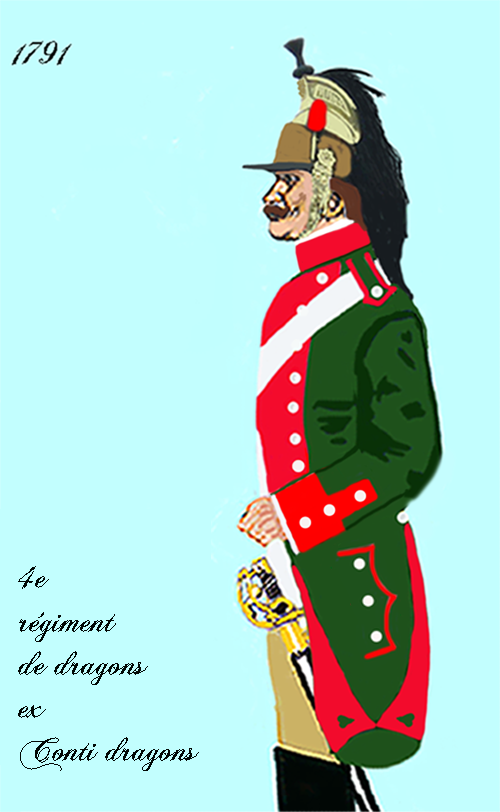
4e régiment de dragons après 1791

## Historique

### Mestres de camp et colonels
Colonels propriétaires
- 7 juillet 1667 : Jacques François de Choiseul, marquis de Beaupré, brigadier le 12 mars 1675, maréchal de camp le 29 juillet 1683, † juin 1686
- 18 février 1684 : Philippe, duc de Chartres, † 2 décembre 1723
- 5 janvier 1724 : Louis de Bourbon-Condé, comte de Clermont, maréchal de camp le 15 juin 1734, lieutenant général des armées du roi le 6 juillet 1735, général de l’armée d’Allemagne le 17 janvier 1758, † 25 juin 1771
- 1771 : Louis-François-Joseph de Bourbon-Conti, Louis François Joseph de Bourbon-Conti, comte de La Marche puis prince de Conti, † 13 mars 1814

Mestres de camp-lieutenants et colonels
- 18 février 1684 : N. de Caylus, marquis de Fontanges
- juin 1690 : Nicolas Antoine de Grouches, marquis de Chépy
- 1702 : Claude, bailli de Forbin
- 1705 : N., comte de Messey
- 23 mars 1710 : Anne François de Harleville-Paloiseau, marquis de Harville, brigadier le 1er février 1719, maréchal de camp le 1er août 1734, † 20 avril 1750
- octobre 1734 : N., chevalier puis marquis de Villefort
- 4 avril 1743 : François Louis, comte de Vienne, brigadier le 1er janvier 1748, maréchal de camp le 10 février 1759
- 1er février 1749 : François, chevalier de Fumel
- 10 février 1759 : Joseph, marquis de Fumel, brigadier le 10 février 1759, déclaré maréchal de camp en décembre 1762 par brevet expédié le 25 juillet
- 1er décembre 1762 : Jacques d'Aygurande, comte de Poligny
- 15 août 1763 : Charles Louis de Cadillac, comte de Preyssac
- 3 janvier 1770 : Jean Louis, comte de Boulainvilliers
- 10 mars 1788 : Jean-Baptiste Camille, comte de Canclaux, brigadier le 1er janvier 1784, maréchal de camp le 10 mars 1788, lieutenant général le 7 septembre 1792, † 27 décembre 1817
- 8 mars 1789 : Charles Jean-Baptiste Victor, comte de Borne d’Altier
- 25 juillet 1791 : Laurent Migot
- 29 juin 1792 : Innocent Marie Louis Maillard de Landre
- 21 novembre 1792 : Jean Laurent Justin de La Coste-Duvivier
- 8 juin 1794 : Pierre Fortuné Turfa
- 4 octobre 1799 : Pierre Wathier, général de brigade le 24 décembre 1805, général de division le 8 août 1811, † 3 février 1846
- 13 janvier 1806 : Auguste Étienne Marie de La Motte, général de brigade le 21 mars 1809, général de division le 11 avril 1814, † 8 mai 1836
- 7 avril 1809 : Pierre Joseph Farine du Creux, général de brigade, 26 juin 1813, † 11 octobre 1833
- 23 octobre 1811 : Jean-Baptiste Bouquerot des Essarts, maréchal de camp le 16 juin 1831, † 17 mars 1833

### Campagnes et batailles
- Guerre de Succession d'Espagne

15 novembre 1703: bataille de Spire
- Guerre de Succession d'Autriche

11 mai 1745: bataille de Fontenoy
Le 4e régiment de dragons a fait les campagnes de 1792 à 1794 à l’armée du Rhin.
Il a fait les campagnes des ans IV et V à l’armée de Rhin-et-Moselle ; an VI aux armées d’Allemagne et de l’Ouest ; an VII à l’armée de l’Ouest ; de l’an VIII à l’an IX à l’armée Gallo-Batave. Faits d’armes : 2e passage du Rhin, le 20 avril 1796. À l’affaire de Mosack (30 août 1796), ce régiment chargea et poursuivit la cavalerie ennemie jusqu’aux portes de Munich.

Campagnes des ans XIII et XIV au 1er corps de réserve de cavalerie ; 1806 au 8e corps de cavalerie de la Grande Armée ; 1807 au corps d’observation de la Gironde ; 1808 à l’armée de Portugal ; 1809 à 1812 à l’armée d’Espagne ; 1813 à l’armée d’Espagne et au 3e corps de cavalerie de la Grande Armée ; 1814 au 6e corps de cavalerie ; 1815 à la 6e division de réserve de cavalerie.

### Quartiers
- Limoges[1]